# Història de la premsa a Catalunya

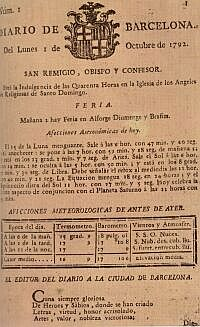
Portada del primer número del Diari de Barcelona

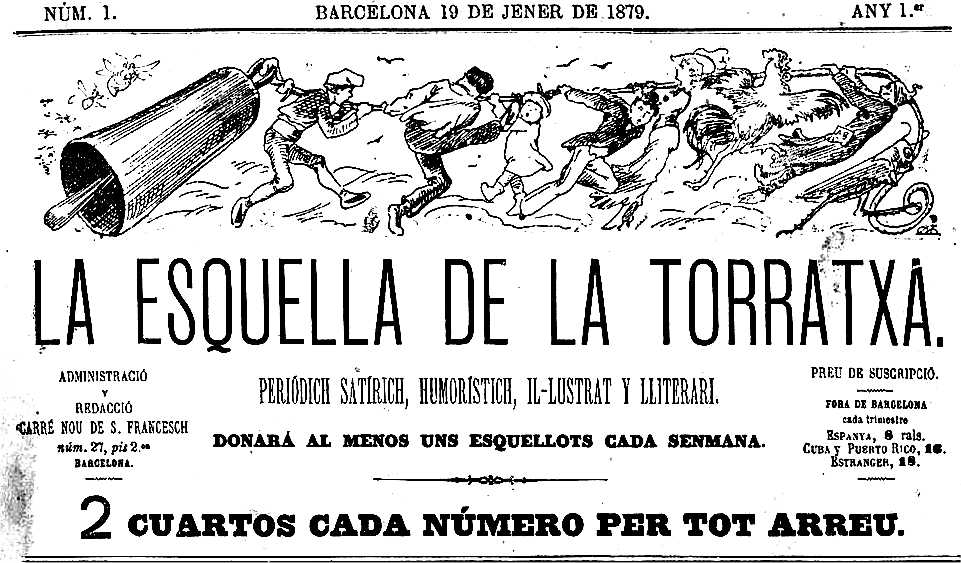
Portada del primer número de L'Esquella de la Torratxa

La premsa catalana es va convertir, al llarg del segle xix, en un mitjà de comunicació de masses amb la proliferació de capçaleres. L'anomenada edat d'or de la premsa catalana se situa entre el 1890 i el 1920, període en el qual es van consolidar els diaris que adoptaven els conceptes moderns d'objectivitat i imparcialitat.

## Història

### Orígens
Els orígens de la premsa periòdica a Catalunya se situen al final del segle xviii amb la fundació del primer diari barceloní, Diario curioso, el 1762, i especialment amb el naixement del Diario de Barcelona, el 1792.
Els antecedents d'aquesta premsa es remunten al final del segle xv amb la invenció de la impremta i la proliferació de correus informatius durant el segle xvi. Amb el desenvolupament del comerç català, al Mediterrani, va sorgir la necessitat de conèixer la realitat d'altres territoris, fet que va provocar el naixement dels mercaders de notícies, que elaboraven informacions sobre esdeveniments polítics o econòmics d'arreu del món.
A partir del segle xvii van aparèixer les proves d'una autèntica indústria informativa catalana amb l'edició de fulletons informatius. Aquestes relacions contenien notícies sobre les guerres, la reialesa i la religió. Un 10% d'aquests fulletons eren traduccions majoritàriament de textos francesos.
Durant el segle xix, la premsa va experimentar un canvi profund, de ser un mitjà minoritari i amb molt poques i inestables publicacions, es va transformar en un mitjà de comunicació de masses que, a final de segle, havia multiplicat el nombre de diaris i revistes, una bona part en català. La indústria de la publicitat i les noves tecnologies com la fotografia i el telègraf van permetre acompanyar els diaris amb imatges i ampliar la informació amb la vida social, política i cultural de Catalunya i de la resta del món.
L'any 1814, el Diario de Barcelona va passar a ser propietat d'Antoni Brusi i Mirabent. Durant aquesta etapa va divulgar i va defensar les postures oficials, però a partir de la dècada dels quaranta del XIX va canviar radicalment i es va convertir en un diari amb mentalitat empresarial i europea.
Durant la guerra del Francès (1808 – 1814) va proliferar la premsa política a favor i en contra de la invasió napoleònica. Amb la restauració de la monarquia absolutista de Ferran VII es va instaurar el control de la premsa, que no va ressorgir fins a l'època del Trienni Liberal (1820 – 1823), amb diaris com El Europeo, de l'Escola Romàntica o El Vapor, principal difusor de les idees del socialisme utòpic.
Però no va ser fins al Sexenni Revolucionari (1868 – 1874) que es va produir una revolució en el camp del periodisme, coincidint amb la concentració de la població a les ciutats i la difusió de l'alfabetització. Els diaris i les revistes de diferents tendències ideològiques es van multiplicar i van aparèixer moltes publicacions humorístiques en català com La Campana de Gràcia (1870 – 1934) o L'Esquella de la Torratxa (1872 – 1939, amb interrupcions). L'any 1879, Valentí Almirall va fundar el primer diari en llengua catalana, Diari Català (1879 – 1881), amb una gran qualitat d'impressió i plataforma del Primer Congrés Catalanista de 1880. També va proliferar la premsa comarcal i a partir de la Restauració borbònica (1874) van néixer els grans diaris del periodisme modern, com ara La Vanguardia (1881).

### De la Modernitat a l'exili
Amb la Segona República (1931-1939), el periodisme català va arribar a la maduresa. Van ser anys de llibertat de premsa per a capçaleres, autors i continguts. S'havia acabat la censura de la dictadura de Primo de Rivera, que havia prohibit les publicacions crítiques nacionalistes o obreristes, com ‘L'Estevet’ i ‘L'Avenir’.
Amb la República havia esclatat, doncs, el periodisme modern i de qualitat. Era la culminació d'una evolució que havia començat feia més de mig segle, amb l'edició de diaris en català i de diaris populars d'èxit. El periodisme català, com la cultura, havia esdevingut una indústria però no disposava del poder de l'administració, l'ensenyament o la universitat. La societat catalanoparlant configurava un sistema de comunicació de gran abast. Creixien les capçaleres en català: si el 1900 hi havia 5 diaris, el 1935 ja se’n publicaven 12 i el 1938 el nombre de capçaleres era de 24. La cultura catalana, per fi, disposava d'un altaveu eficaç i tenia un grup de consumidors important.
Dels 500 diaris editats al llarg del segle xix i XX, un centenar eren en català. Els tiratges eren dominats pel castellà, especialment per l'impacte empresarial de ‘La Vanguardia’ (1881), ‘El Día Gráfico’ (1913-1939), el popular ‘El Noticiero Universal' (1885-1985) o ‘El Diluvio’ (1858-1939). Els diaris en català deixaven de ser literaris per esdevenir polítics, d'empresa i augmentaven el tiratge. Ho avala la publicitat que s'hi abonava.
El periodisme d'aquesta etapa era molt dinàmic. Avel·lí Artís ‘Tísner’ i Irene Polo, amb entrevistes a ‘Última Hora’; Josep M. Planes, Víctor Alba, Carles Sentís, Domènec de Bellmunt o Josep M. Lladó amb reportatges i cròniques, practicaven un periodisme que estava als antípodes del periodisme passiu, de nota de premsa i de ‘despatx’: anaven al lloc de la vaga, al lloc dels fets, allà on succeïen els conflictes. A més, a cada diari hi havia mitja dotzena d'intel·lectuals amb una columna diària: Pere Calders, Carles Rahola, Ferran Soldevila, Pau Vila, Foix, Carner o Josep M. de Sagarra feien cròniques sobre la societat de l'època.
La premsa catalana també comptava amb col·laboradors especialitzats en música i ràdio, com Joan Gols o Sebastià Gasch, que era expert en ‘music hall'. A les pàgines d'opinió, escrivien Agustí Calvet ‘Gaziel', Antoni Rovira i Virgili i Josep Pla.
‘El Be Negre’ i molts setmanaris més treien punta a l'actualitat, amb ninotaires com Feliu Elias ‘Apa’ i Valentí Castanys. Aquesta publicació i ‘Mirador’ van ser força emblemàtiques. Només a les grans capitals europees es podien trobar setmanaris similars: amb qualitat, interès, bona paginació, èxit i un periodisme informatiu i de profunditat. El periodista Narcís Molins, que va militar al POUM i que havia treballat en importants publicacions de l'època com ‘La Nau’, dirigida per Antoni Rovira i Virgili, ‘L'Opinió’ o el diari catalanista i republicà ‘La Humanitat’, fundat per Lluís Companys, va cobrir la vaga i la insurrecció d'Astúries de l'octubre del 1934 i va escriure un llibre sobre els fets: ‘UGH: La insurrecció proletària d'Astúries'. Els redactors de ‘La Veu’, Josep Costa i Modest Sabaté també van ser testimonis i cronistes dels Fets d'Octubre del 1934. La censura no va permetre que els seus llibres es convertissin en un èxit.
Pel que fa al periodisme polític, els partits ambiciosos tenien el seu diari o diaris. Els partits petits es conformaven amb setmanaris o mensuals. Tots els partits i opcions ideològiques tenien els seus periodistes afins o col·laboradors de premsa. Seria el cas d'Andreu Nin, Josep Pallach, Rafael Vidiella, Carles Cardó, Manuel Brunet, Francesc Cambó o Nicolau d'Olwer. Les cròniques de Josep Pla o d'Eugeni Xammar, que van viatjar de Madrid a Berlín, contemplaven i descrivien el món en clau catalana.
La ràdio, primer Ràdio Barcelona el 1924 i posteriorment, Ràdio Associació de Catalunya, van endegar una experiència apassionant i innovadora. Els aparells de ràdio es venien a terminis i, tot i les dificultats tècniques per a la reproducció en directe, es feien meravelles: s'emetien concerts, entrevistes, conferències, espectacles i actualitat. Durant la Guerra Civil es van reduir les hores d'emissió i va augmentar la importància social del mitjà. A les seves memòries, Teodor Garriga explica les innovacions que es van fer a la ràdio durant el conflicte bèl·lic, com ara retransmetre grans manifestacions en directe o esdeveniments polítics que van tenir un gran impacte social. El 1934 es va crear una societat per endegar una televisió catalana. En aquells moments, el nou aparell estava de rabiosa actualitat, però la involució dels Fets d'Octubre i la Guerra Civil van frustrar el projecte.
Amb l'esclat del conflicte bèl·lic, els treballadors van ocupar empreses i impremtes i les van col·lectivitzar. Els partits polítics també van decomissar capçaleres. Tots els diaris de dretes van ser sotmesos a canvis de gestió i de contingut. ‘La Veu’ va continuar amb el mateix nom però es va convertir en anarquista; ‘El Matí’ es va passar a dir ‘Treball' i el gestionava el PSUC, i el carlí ‘El Correo Catalán' va passar a les mans del POUM i va ser rebatejat amb el nom de ‘La Batalla’.
Tot i la falta de paper i recursos i dels estralls de la inflació, van néixer noves revistes, alhora que en desapareixien d'altres. A comarques hi havia 24 diaris, dels quals 14 eren en català. Després del cop d'estat de Franco, dels 31 que es publicaven, 23 eren en català. A Barcelona, abans de la guerra, n'hi havia 28, dels quals 20 eren en castellà. Amb l'esclat del conflicte, dels 39 que s'editaven, 19 eren en castellà.
El 1938 el creixement de noves capçaleres era notable. Al conjunt de Catalunya per primer cop hi havia més capçaleres en català que en castellà. Dels 41 diaris que hi havia el tercer any de guerra, 24 eren en català i 17 en castellà.
Amb la victòria de les forces rebels de Franco, tan sols es va poder escriure amb llibertat fora de les fronteres de l'estat. Primer a França amb el Govern de la Generalitat a l'exili i amb capçaleres com ‘Revista de Catalunya’, ‘El Poble Català’, ‘La Humanitat’ (ERC), l'anarquista ‘Solidaridad Obrera’ i la socialista ‘Endavant’, entre moltes altres. Posteriorment, Mèxic va acollir milers de catalans, la majoria intel·lectuals, que van afavorir l'aparició de noves editorials i revistes. Mèxic es va convertir en la capital de la cultura catalana amb publicacions com ‘Xaloc’, ‘Pont Blau’ o ‘La Nova Revista’. Al gener i febrer del 1939, a Catalunya no existia cap mena de llibertat. Aquest fet discriminatori encara explica les dificultats del segle XXI per a la normalització.